# Третье сражение при Чаталдже

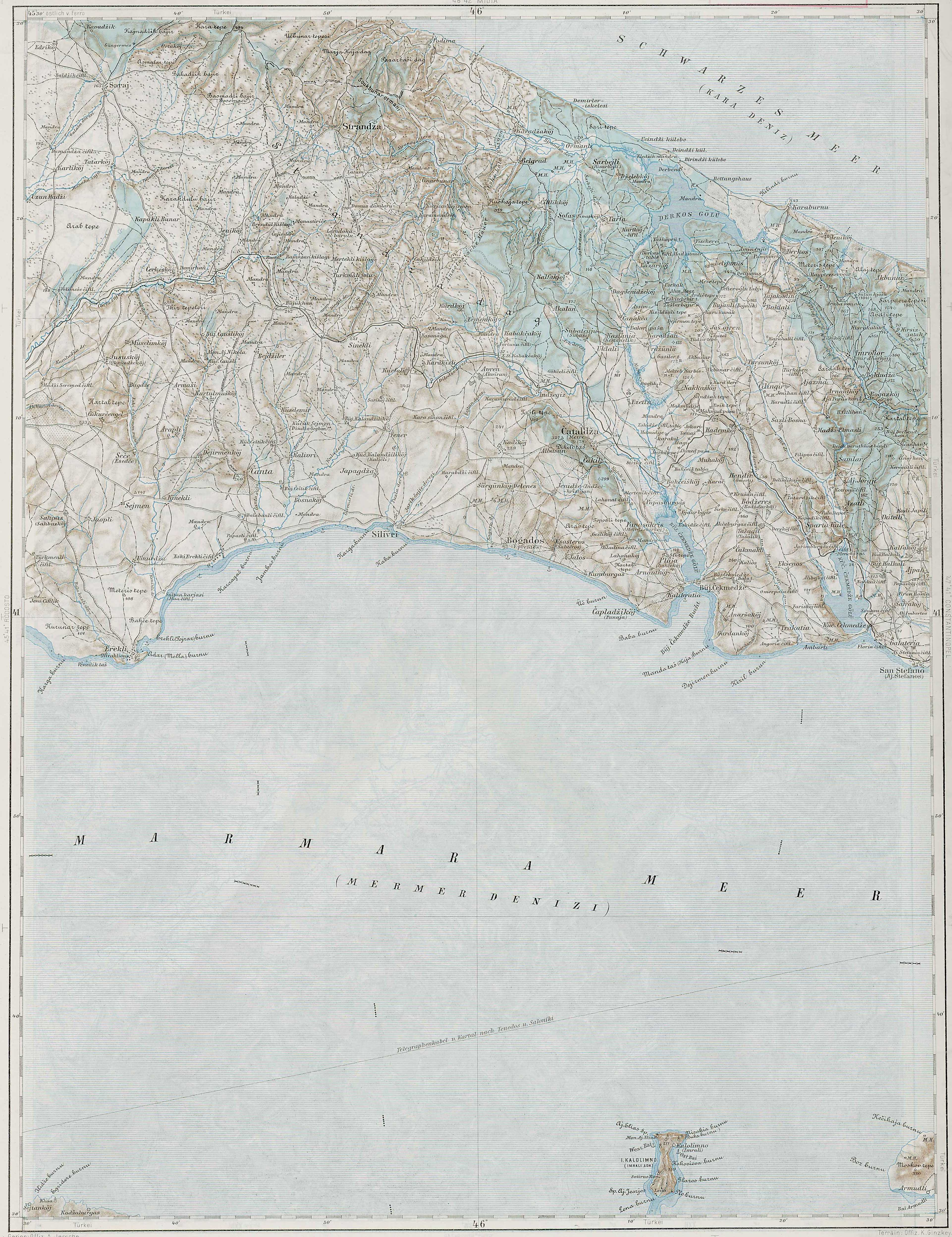
ТВД на австрийской военной карте

Третье сражение при Чаталдже (болг. Трета битка при Чаталджа) — третье подряд сражение между болгарскими и османскими войсками, произошедшее 18—21 марта 1913 года перед укрепленной позицией у Чаталджи (в Восточной Фракии, примерно в 40 км западнее Константинополя) во время Первой Балканской войны. Как и в предыдущем сражении наступление османской армии также не имело успеха.
Воспользовавшись сменой болгарских дивизий на линии фронта, османское командование сосредоточило 50 тысяч своих войск с целью предпринять активные действия, чтобы вытеснить 1-ю и 3-ю болгарские армии и не допустить сосредоточения войск для штурма осажденной крепости Адрианополь.
17 марта болгарское командование получило от французского агента в Дедеагаче сообщение о возможном наступлении турок и поэтому заранее подготовилось.
18 марта турки начали наступление на левом фланге болгарских позиций, против 9-й дивизии. Бои развернулись от берега Черного моря и озера Деркос (Теркоз), восточнее Караджакёй и Чифтликёй, у Акалана и восточнее железнодорожной станции Кабакчакёй. Турки наступали значительными силами, но не упорствовали в атаках и при первых артобстрелах отступали. Двухдневные бои шли в основном между артиллерией; пехота из-за большого расстояния стреляла мало. В итоге турки лишь кое-где сумели занять передовые позиции болгар. За два дня боёв 9-я дивизия потеряла 33 убитыми и 142 ранеными.
На правом фланге обороны болгар, протянувшемся от берега Мраморного моря на север к Кадыкёю и занятом 1-дивизией, бои были более ожесточенными. Болгары заблаговременно укрепили гряду высот Араб-Тепе, восточнее Силиври, двумя редутами и окопами.
Утром 19 марта турки силами 3 — 4 батальонов при поддержке тяжелой артиллерии начали наступление от Эльбасана на передовые позиции 1-й бригады западнее Кадыкёя. В течение дня они несколько раз энергично атаковали, но болгары, контратакуя в штыки и используя ручные гранаты, сумели до вечера продержаться на передовой позиции и только затем отошли на главную.
На следующий день, 20 марта, в час дня турки свой удар направили на правый фланг 1-дивизии, против 2-й бригады. Турецкий миноносец, два дня стоявший на якоре у Эпиватоса (Богадос), остановился в двух милях от берега и начал обстреливать позиции на гряде Араб-Тепе. Два батальона двинулись с высот восточнее Сырдукёя (Сюргюнкёй), а два других — из Эпиватоса в охват правого фланга в сторону Араб-Тепе. В результате боёв туркам удалось занять высоты. Когда к болгарам подошли подкрепления, они под сильнейшим ружейным и пулеметным огнем контратаковали турок вначале у подножия Араб-Тепе, а затем и на самой высотах. В обоих случаях турки не стали дожидаться удара в штыки и, забросав противника ручными гранатами, отступили к Эпиватосу. Болгары расположились в занятых окопах на Араб-Тепе и в ранее потерянном редуте восточнее Силиври.
21 марта турки ограниченными силами при поддержке артиллерии миноносца снова несколько раз попытались наступать между Сырдукёем и Эпиватосом, но были отбиты огнем артиллерии и рассеяны. За время трехдневных боёв 1-я дивизия потеряла 74 человека убитыми и 489 ранеными.
Не уверенные в своих силах, османские командиры не решились вывести всю свою армию из укреплений и прекратили атаки. В результате сражения болгары сохранили контроль над Восточной Фракией и обеспечили тыл 2-й армии при штурме и взятии Адрианополя 26 марта 1913 года.